# 쉬수징
쉬수징(중국어 정체자: 許淑淨, 간체자: 许淑净, 병음: Xǔ Shújìng, 한자음: 허숙정, 1991년 5월 9일~)은 중화민국의 역도 선수이다. 2012년 하계 올림픽 여자 페더급에서 은메달을 획득했으나 2016년에 금메달리스트인 줄피야 친샤늘로의 도핑이 적발되면서 금메달리스트가 되었다. 이후 2016년 하계 올림픽 여자 페더급에서 우승하면서 올림픽 2연패를 달성했다.